# Carlotta Natoli
Carlotta Natoli (Roma, 29 maggio 1971) è un'attrice italiana.

## Biografia
Figlia dell'attore e regista Piero Natoli e della slavista Caterina Graziadei, esordisce come attrice bambina, all'età di otto anni, con il film Con... fusione (1980), sotto la regia del padre, con il quale lavorerà ancora nel film commedia Chi c'è c'è (1987). Dal 1997 al 1998 insegna recitazione presso la scuola Immagina di Giuseppe Ferlito a Firenze.
Tra i suoi lavori più importanti, i film Ladri di cinema, Il tuffo, Un inverno freddo freddo, Compagni di branco, La verità vi prego sull'amore e Le amiche del cuore. Inoltre, ha recitato nelle prime due stagioni della serie televisiva Distretto di Polizia e nell'unica stagione della serie televisiva Cuore contro cuore, entrambe in onda su Canale 5. Successivamente, ha recitato nella serie televisiva Tutti pazzi per amore, in onda su Rai 1, che vede nella prima stagione l'attrice nel ruolo di Monica a fianco di Neri Marcorè e Pietro Taricone, nella seconda stagione a fianco dell'attore Alessio Boni e nella terza stagione a fianco di Ricky Memphis. Partecipa poi a fiction come Braccialetti rossi, Il silenzio dell'acqua, L'Aquila - Grandi speranze e La Compagnia del Cigno e in film come Odio l'estate.

## Vita privata
Sposata con l'attore Thomas Trabacchi, con cui ha avuto il figlio Teo. Hanno condiviso il set nella fiction Il caso Enzo Tortora - Dove eravamo rimasti?, nel film Amori che non sanno stare al mondo (2017), nel film Troppa grazia (2018) e nella fiction Il silenzio dell'acqua (2019). I due hanno inoltre condiviso il set di 14 giorni - Una storia d'amore.

## Filmografia

Carlotta Natoli nel film Le amiche del cuore (1992)

### Cinema
- Con... fusione, regia di Piero Natoli (1980)
- Chi c'è c'è, regia di Piero Natoli (1987)
- Le amiche del cuore, regia di Michele Placido (1992)
- Gli assassini vanno in coppia, regia di Piero Natoli (1992)
- Il tuffo, regia di Massimo Martella (1993)
- Miracolo italiano, regia di Enrico Oldoini (1994)
- Ladri di cinema, regia di Piero Natoli (1994)
- Carogne, regia di Enrico Caria (1995)
- L'estate di Bobby Charlton, regia di Massimo Guglielmi (1995)
- Un inverno freddo freddo, regia di Roberto Cimpanelli (1996)
- I corti italiani, regia di Romeo Conte (1997)
- La vera madre, regia di Gianfranco Albano (1999)
- Caruso, zero in condotta, regia di Francesco Nuti (2001)
- La verità vi prego sull'amore, regia di Francesco Apolloni (2001)
- E io ti seguo, regia di Maurizio Fiume (2003)
- All human rights for, regia di Claudio Camarca (2008)
- Diciotto anni dopo, regia di Edoardo Leo (2010)
- Mi chiamo Maya, regia di Tommaso Agnese (2015)
- Fuga da Reuma Park, regia di Aldo, Giovanni e Giacomo e Morgan Bertacca (2016) - voce
- Amori che non sanno stare al mondo, regia di Francesca Comencini (2017)
- Diva!, regia di Francesco Patierno (2017)
- Troppa grazia, regia di Gianni Zanasi (2018)
- Odio l'estate, regia di Massimo Venier (2020)
- Quattordici giorni, regia di Ivan Cotroneo (2021)
- War - La guerra desiderata, regia di Gianni Zanasi (2022)
- Chiara, regia di Susanna Nicchiarelli (2022)
- Da grandi, regia di Fausto Brizzi (2023)

### Televisione
- Compagni di branco, regia di Paolo Poeti (1996)
- Les clients d'Avrenos, regia di Philippe Venault (1996)
- Primo cittadino, regia di Gianfranco Albano (1998)
- Una donna per amico, regia di Rossella Izzo (1998)
- La vera madre, regia di Gianfranco Albano (1999)
- Una farfalla nel cuore, regia di Giuliana Gamba (1999)
- Distretto di Polizia - serie TV, 50 episodi (2000-2001, guest 2002)
- Gli insoliti ignoti, regia di Antonello Grimaldi (2003)
- Ladri ma non troppo - Sequel Gli insoliti ignoti, regia di Antonello Grimaldi (2004)
- Cuore contro cuore, regia di Riccardo Mosca (2004)
- Sex traffic, regia di David Yates (2004)
- La strana coppia - serie TV (2007)
- Fuga per la libertà - L'aviatore, regia di Carlo Carlei (2008)
- Ne parliamo a cena, regia di Edoardo Leo (2008)
- Tutti pazzi per amore, regia di Riccardo Milani e Laura Muscardin - serie TV, 78 episodi (2008-2011)
- Cenerentola, regia di Christian Duguay (2011)
- Il caso Enzo Tortora - Dove eravamo rimasti?, regia di Ricky Tognazzi (2012)
- Anna Karenina, regia di Christian Duguay (2013)
- Braccialetti rossi, regia di Giacomo Campiotti - serie TV (2014-2016)
- I misteri di Laura, regia di Alberto Ferrari - serie TV, 8 episodi (2015)
- La Compagnia del Cigno, regia di Ivan Cotroneo (2019-2021)
- Il silenzio dell'acqua, regia di Pier Belloni - serie TV (2019)
- L'Aquila - Grandi speranze, regia di Marco Risi - serie TV (2019)
- Mai scherzare con le stelle!, regia di Matteo Oleotto - film TV (2020)
- Il Santone - #lepiùbellefrasidiOscio, regia di Laura Muscardin - serie TV (2022-2024)
- Gerri, regia di Giuseppe Bonito – serie TV (2025)

## Teatro
- Le Impiegate, regia di Claudio Carafoli (1993)
- Morto due volte, regia di Fabio Morichini (1993)
- Terremoto con madre e figlia, regia di Mario Martone (1995)
- La verità vi prego sull'amore, regia di Francesco Apolloni (1997)
- La ninfa eco, regia di Enrica Rosso (2000)
- Delirio a due, regia di Pietro Faiella (2013)
- Distanes, regia di Fabio Morichini
- Tante facce nella memoria, regia di Francesca Comencini (2016)
- L'anatra all'arancia di Marc-Gilbert Sauvajon (tratto da una commedia di William Douglas Home), regia di Claudio Greg Gregori (2023-in corso)[13]

### Cortometraggi
- Topi di appartamento, regia di Mario Monicelli (1997)
- Appena giovani, regia di Tommaso Agnese (2007)
- Tutti con Lea, regia di Dario Gorini e Andres Arce Maldonado (2011)
- Ombre, regia di Emanuele Pica (2012)
- Lea, regia di Dario Gorini (2012)

## Riconoscimenti
- 1996 – Nomination Nastro D'Argento come migliore attrice Non protagonista per L'estate di Bobby Charlton[14]
- 2004 – Vincitrice del premio Pasinetti – Menzione speciale al Festival di Venezia con La vita è breve ma la giornata è lunghissima[15]
- 2010 – Annecy Cinema Italien – Menzione Speciale della Giuria nel film Diciotto anni dopo
- 2012 – Candidatura al Golden Nymph (MonteCarlo Tv Festival) per la serie Tutti pazzi per amore
- 2013 – XXII edizione del Premio Città di Fiumicino "Contro tutte le mafie" sezione spettacolo e cinematografia
- 2013 – Golden Spike Award (terza edizione) del Social World Film Festival di Vico Equense